# Wplace
Wplace — колаборативний вебсайт піксельної графіки, розроблений Муріло Мацубарою та запущений 21 липня 2025 року, де користувачі можуть редагувати полотно, змінюючи колір одного пікселя на карті світу. Вебсайт базується на r/place, спільному проєкті, розміщеному на Reddit.

## Опис
Окремі користувачі можуть редагувати карту світу на онлайн-полотні, змінюючи будь-який з чотирьох трильйонів доступних квадратних пікселів.  Користувачі починають з обмеженого пулу в 30 пікселів, які вони можуть розмістити, і відновлюють один витрачений піксель кожні 30 секунд, оскільки максимальний розмір пулу збільшується зі збільшенням кількості малюнків користувачами. На сайті також є таблиця лідерів, яка показує, в якій країні та регіоні розміщено найбільше пікселів. До 7 серпня першою країною в таблиці лідерів стала Бразилія, де розміщено понад 500 мільйонів пікселів.  Такі правила призводять до частих війн між користувачами, де кожен автор намагається завершити власне зображення, іноді знищуючи попереднє або сусіднє зображення.
За чотири дні вебсайт залучив понад мільйон користувачів, здобувши популярність на таких платформах, як TikTok, Reddit та Twitter, особливо серед жителів таких країн, як Німеччина та Бразилія.  Користувачі активно малюють зображення з відомих відеоігор, аніме, мемів та елементів інтернет-культури. Елементи з відеоігор, таких як Undertale, Deltarune, Among Us, Hollow Knight, Overwatch, Kirby та Stardew Valley  часто представлені на вебсайті.  
Wplace також використовується як спроба фанатів спілкуватися з корпораціями, наприклад, через створення мистецтва в офісах компанії.  
Через дуже велику кількість одночасних користувачів вебсайт зазнав багатьох технічних проблем, які блокували таблиці лідерів та перешкоджали реєстрації нових користувачів, незважаючи на те, що вже існуючим користувачам дозволялося редагувати полотно.